# 오징어볶음

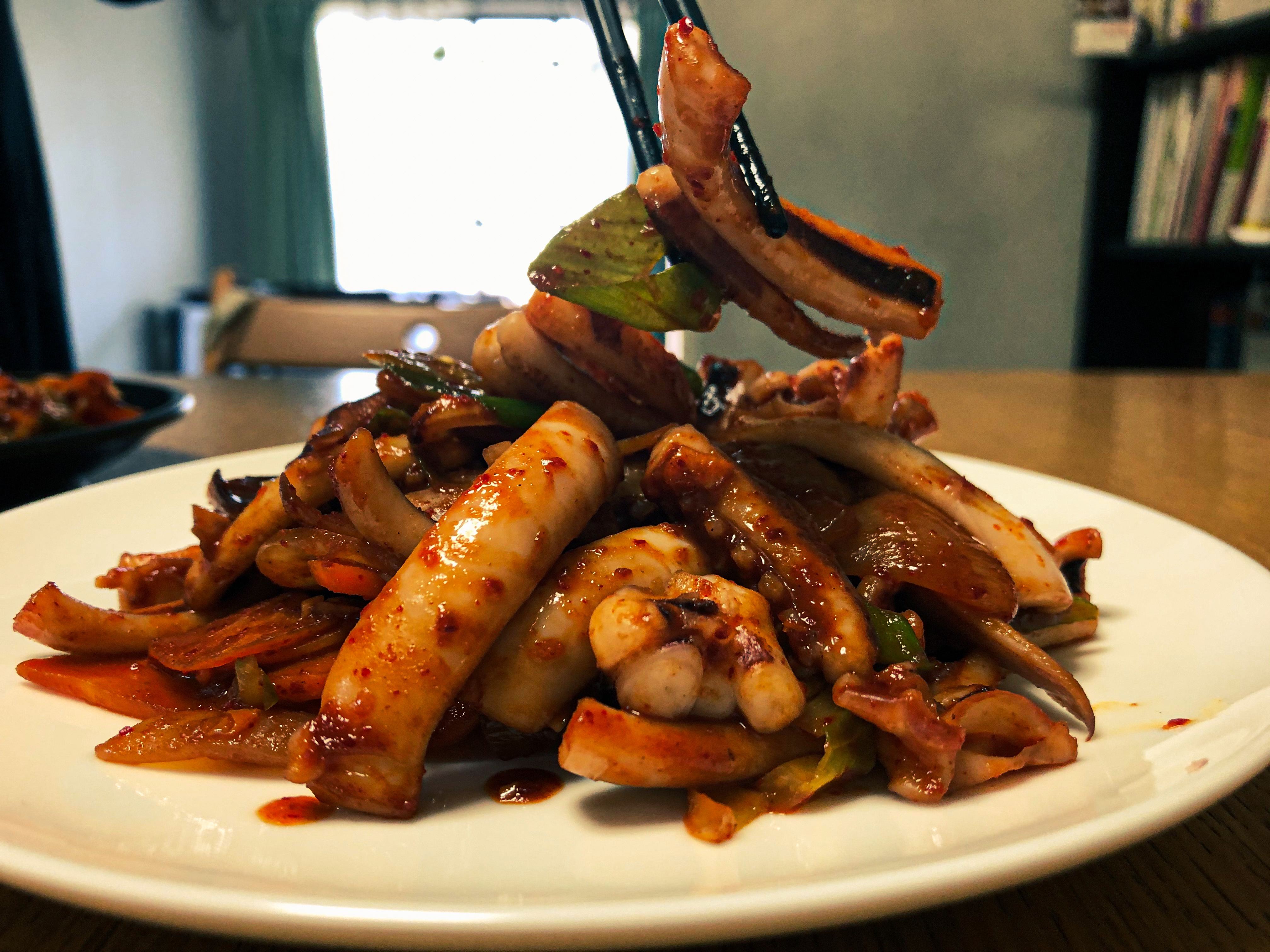
오징어볶음

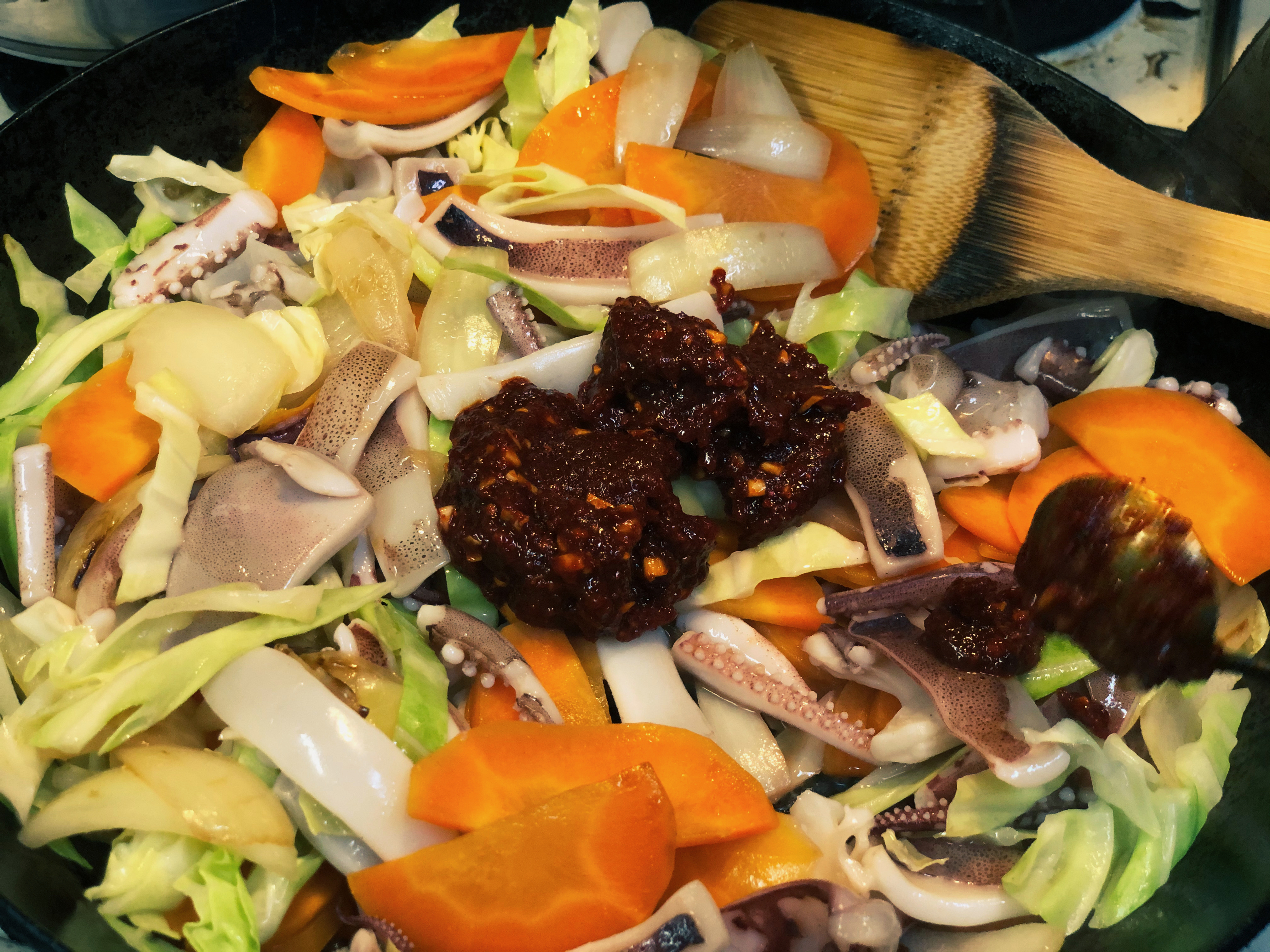
오징어볶음

오징어 볶음은 오징어를 주재료로 하는 한국 요리이다. 일반적으로 고춧가루나 고추장 양념을 사용하여 맵게 먹는다. 지방에 따라서 돼지고기 혹은 쇠고기 등 다른 육류를 섞기도 한다.